# 넬슨가시주머니생쥐
넬슨가시주머니생쥐(Heteromys nelsoni)는 주머니생쥐과에 속하는 설치류의 일종이다. 멕시코와 과테말라에서 발견된다. 자연 서식지는 아열대 또는 열대 기후 지역의 습윤 저지대 숲이다. 서식지 감소로 멸종 위협을 받고 있다.